# قمر أزرق

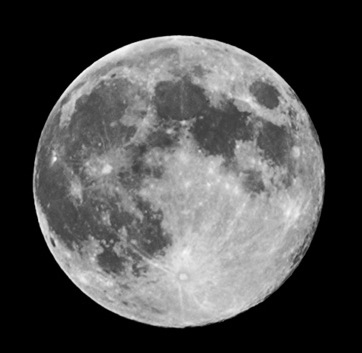
القمر الأزرق كما يظهر من رومانيا ، في 21 آب 2012

القمر الأزرق أو البدر الأزرق مصطلح يستخدم للإشارة إلى اكتمال إضافي للقمر في قسمي السنة، إما اكتمال ثالث للقمر في الموسم المكون من أربع اكتمالات للقمر. أو حديثاً عندما يشهد سكان الأرض في شهر واحد من التقويم المشترك بدرين «قمرين كاملين» يطلق على تلك الظاهرة تسمية «البدر الأزرق».
ولا تعني تلك التسمية أن القمر يكتسب اللون الأزرق، ويبدو القمر في هذين اليومين باللون نفسه وبالشكل نفسه، كما يبدو في أشهر السنة الأخرى.
وهذه التسمية مجرد مجاز جميل مقتبس من العبارة الإنجليزية " Once in a Blue Moon "، ما يعني «نادرا ما يحصل».كانت القبائل الأمريكية الأصيلة تسمي هذا القمر ب Full Flower Moon, وذلك بسبب ظهوره في الربيع.
وهي ظاهرة تأتي مرة واحدة كل سنتين أو 3 سنوات.
من المعروف أن الفارق بين بدر وآخر يعادل 29.53 يوم، لذلك يتجمع في التقويم خلال فترة 2.7154 سنة بدر إضافي واحد.
وشهد سكان الأرض ظاهرة «البدر الأزرق» في أغسطس عام 2012،
أما ظاهِرة البدر الأزرق التالية ستحدث هذه الظاهرة مرة أخري في أغسطس 2021، وقد حدث هذه الظاهرة أيضًا في 18 مايو عام 2016,